# الراس (مترو دبي)
الراس (اللغة الإنجليزية:Al Ras)  هي محطة نقل سريع على الخط الأخضر لمترو دبي في دبي.

## موقع
تقع محطة الراس في المجتمع الذي يحمل نفس الاسم بالقرب من مدخل خور دبي في المركز التاريخي لدبي. ومن بين النقاط الرئيسية بالقرب من المحطة الأسواق الذهبية والتوابل وكذلك مكتبة الراس العامة.

## التاريخ
تم افتتاح محطة الراس كجزء من الجزء الأول من الخط الأخضر في 9 سبتمبر 2011، مع قطارات تعمل من اتصالات إلى مدينة دبي للرعاية الصحية.

## تخطيط المحطة
مثل معظم محطات مترو دبي في وسط المدينة التاريخي، تقع الراس تحت الأرض، وتحديداً تحت طريق بانياس والشارع 103. تمتلك الراس منصتين جانبيتين بمسارين، مع مسارات منحنية من تحت خور دبي شمال شرق باتجاه نخلة ديرة. جنبا إلى جنب مع محطة الشقيقة عبر خور دبي إلى الغرب، الغبيبة، الراس لديه مختلف التخصصات من معظم محطات المترو. بدلاً من استخدام عناصر الهواء أو الماء أو النار أو الأرض ، فإن تصميمها مستوحى من العمارة التقليدية في الشرق الأوسط لتعكس الهندسة المعمارية المحيطة.